# جيمي تورنر (لاعب كرة قدم أمريكية)
جيمي تورنر (بالإنجليزية: Jimmie Turner)‏ هو لاعب كرة قدم أمريكية أمريكي، ولد في 16 فبراير 1962 في فيينا في الولايات المتحدة.

## وصلات خارجية
- جيمي تورنر (لاعب كرة قدم أمريكية) على موقع مرجع كرة القدم المحترفة.كوم (الإنجليزية)